# Walenty Wańkowicz

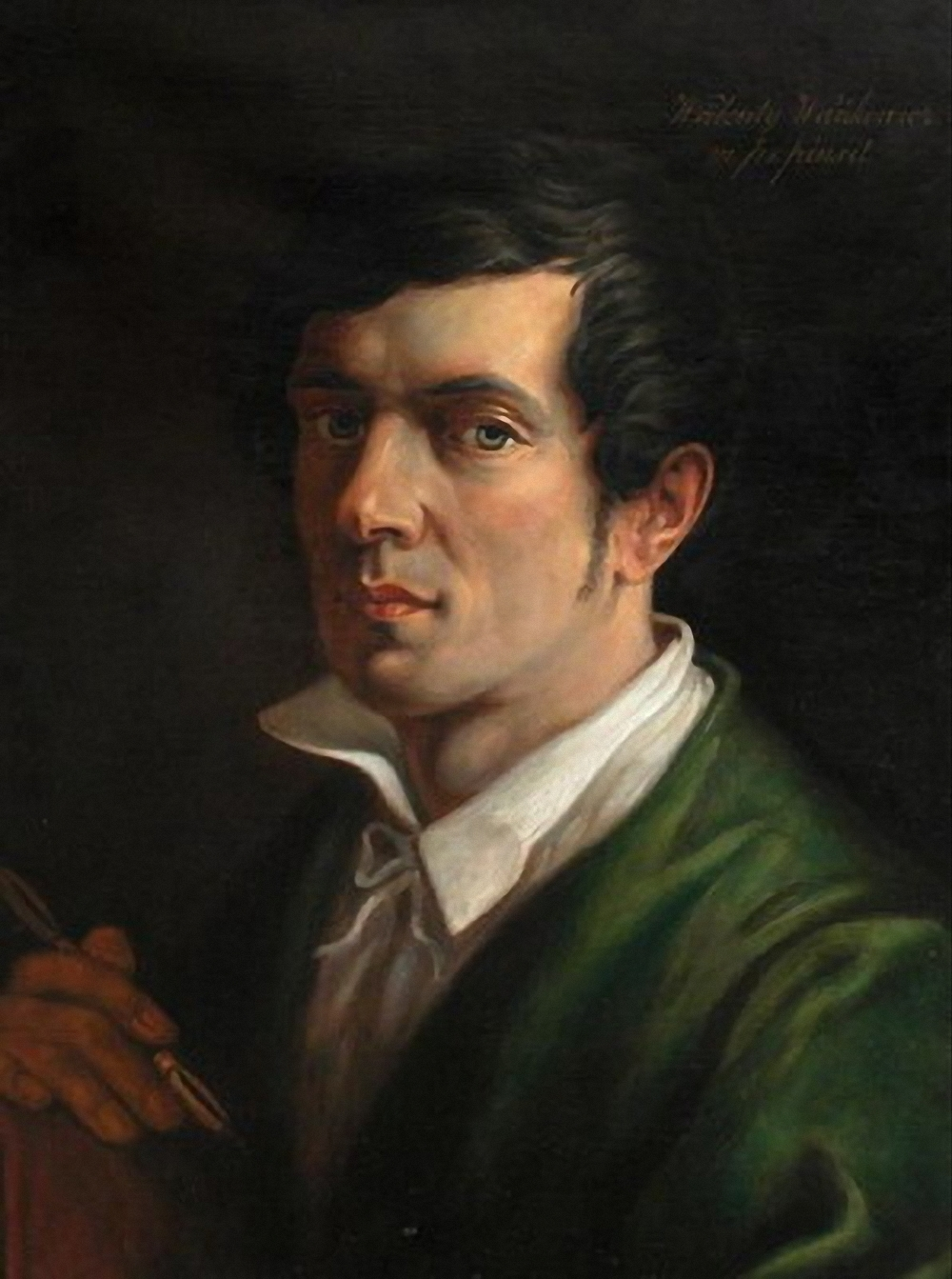
Autorretrato

Walenty Wilhelm Wańkowicz (cirílico bielorruso: Валянцін Ваньковіч, Kaluzyca, cerca de Minsk, 14 de febrero de 1800-París, 12 de mayo de 1842) fue un pintor romántico polaco. Su obra es especialmente conocida en Polonia y los países bálticos.

## Biografía
Su familia pertenecía a la nobleza de Polonia y Lituania. Estudió en el colegio jesuita de Pólatsk y artes en la Universidad de Vilna desde 1818 y Academia Imperial de las Artes desde 1925. En esta época se asoció con personalidades del Zarato de Polonia.
Regresó a Mink en 1929 y desde 1839 viajó frecuentemente al extranjero: Dresde, Berlín, Múnich, Estrasburgo o París, donde falleció. Está enterrado en el cementerio de Montmartre.

## Galería

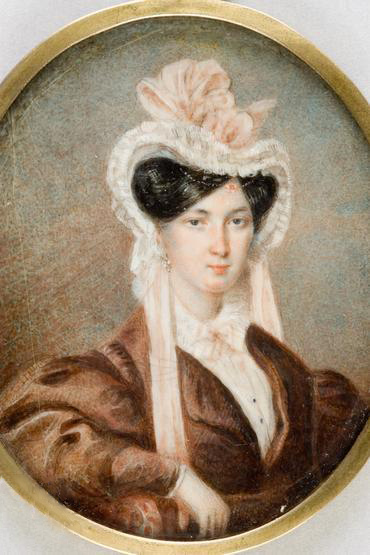
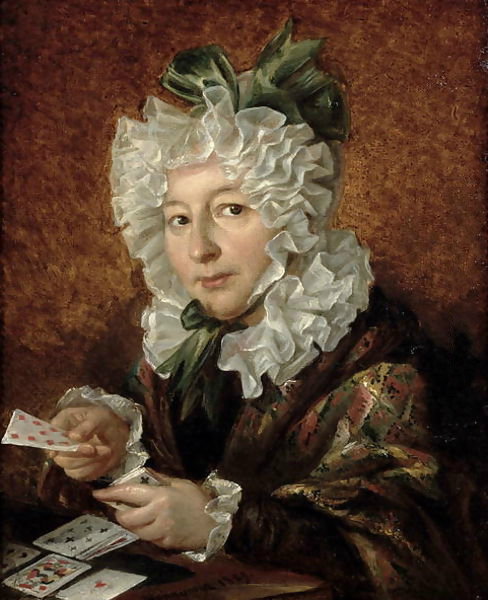
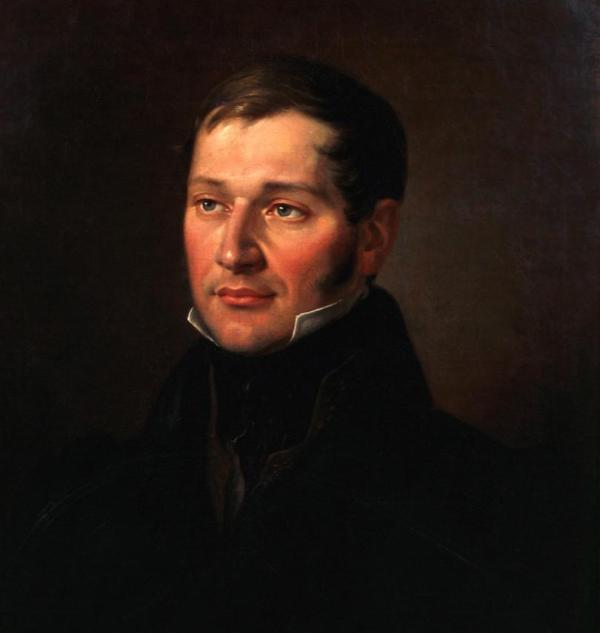

Entre sus miniaturas: